# Мар'ївка (Довжанський район)
Ма́р'ївка — село в Україні, у Довжанській міській громаді Довжанського району Луганської області. Населення становить 177 осіб.
Знаходиться на тимчасово окупованій території України.

## Географія
Географічні координати: 47°57' пн. ш. 39°24' сх. д. Часовий пояс — UTC+2. Загальна площа села — 17,4 км².
Село розташоване у східній частині Донбасу за 25 км від Довжанська. Найближча залізнична станція — Ровеньки, за 20 км. Через село протікає річка Нагольна, у яку впадає Балка Микольцова.

## Історія
Село засноване 1845 року. Першими поселенцями стали селяни з Дар'ївки. Назву село одержало за ім'ям дочки генерал-майора Амвросія Луковкіна — Марії.
Станом на 1873 рік у селищі Дар'ївської волості Міуського округу Області Війська Донського мешкало 774 особи, що мешкали у 97 дворових господарствах і 1 окремому будинку, у господарствах налічувались 28 плугів, 79 коней, 112 пар волів, 798 овець.
За переписом 1897 року кількість мешканців зросла до 847 осіб (427 чоловічої статі та 420 — жіночої), з яких 822 — православної віри.
12 червня 2020 року, відповідно до Розпорядження Кабінету Міністрів України № 717-р «Про визначення адміністративних центрів та затвердження територій територіальних громад Луганської області», увійшло до складу Довжанської міської громади.
17 липня 2020 року, в результаті адміністративно-територіальної реформи та ліквідації  колишніх Довжанського (1938—2020) та Сорокинського районів, увійшло до складу новоутвореного Довжанського району.

## Населення

### Мова
Розподіл населення за рідною мовою за даними перепису 2001 року:
| Мова       | Кількість | Відсоток |
| ---------- | --------- | -------- |
| українська | 123       | 69.49%   |
| російська  | 54        | 30.51%   |
| Усього     | 177       | 100%     |

За даними перепису 2001 року населення села становило 177 осіб, з них 69,49 % зазначили рідною мову українську, а 30,51 % — російську.

## Соціальна сфера
На території села функціонує клуб.